# 1966 в аніме

## Релізи
| Українськаназва              | Японська назва                                        | Тип                    | Регіони                  |
| ---------------------------- | ----------------------------------------------------- | ---------------------- | ------------------------ |
| Осомацу-кун                  | おそ松くん — Осомацу-кун                              | Телефільм              | Японія                   |
| Веселка сентай робін         | レインボー戦隊ロビン — Rainbow Sentai Robin           | Телефільм              | Японія                   |
| Принц піратів                | 海賊王子 — Kaizoku Ouji                               | Телефільм              | Японія                   |
| Харісу но Казе               | ハリスの旋風 — Харісу но Казе                         | Телефільм              | Японія                   |
| Маска астероїда              | 遊星仮面 — Юусей Камен                                | Телефільм              | Японія                   |
| Кіборг 009 фільм             | サイボーグ009 — Кіборг 009                            | Фільм                  | Японія                   |
| Фільм Імператор джунглів Лео | ジャングル大帝 劇場版 — фільм Джунглі Тайтей          | фільм                  | Японія                   |
| Робототехніка                | ロボタン — Робот                                      | Телефільм              | Японія                   |
| Вперед Лео!                  | ジャングル大帝・進めレオ — Jungle Taitei: Susume Leo! | Телефільм              | Японія, Північна Америка |
| Почекай! Морський малюк      | がんばれ！マリンキッド — Ганбаре! Морський малюк      | Телефільм              | Японія                   |
| Картини на виставці          | 展覧会の絵 — Tenrankai no E                           | Фільм                  | Японія                   |
| Вистрибнути! Батчірі         | とびだせ!バッチリ — Тобідаза! Бакхірі                 | Телефільм              | Японія                   |
| Відьма Саллі                 | 魔法使いサリー — Mahou Tsukai Sally                   | Телефільм              | Японія                   |
| Чим Чим Чер-и                | チムチムチェリー — Chimuchimucheri ChimChimCheree     | Короткометражний фільм | Японія                   |
| Дурень                       | 殺人狂時代 — Au Fou!                                  | Короткометражний фільм | Японія                   |
| План Дятла                   | キツツキ計画 — Кіцуцукі Кейкаку                       | Короткометражний фільм | Японія                   |
| Ласкаво просимо, прибульці   | ようこそ宇宙人 Йокосо Учууджін                        | Короткометражний фільм | Японія                   |